# Okladne, Bar
Okladne (în ucraineană Окладне) este un sat în comuna Balkî din raionul Bar, regiunea Vinnița, Ucraina.

## Demografie
Componența lingvistică a localității Okladne
     Ucraineană (99,68%)
     Alte limbi (0,32%)
Conform recensământului din 2001, majoritatea populației localității Okladne era vorbitoare de ucraineană (99,68%), existând în minoritate și vorbitori de alte limbi.